# Andrea Shundi
Andrea Shundi (ur. 15 listopada 1934 w Tiranie, zm. 30 kwietnia 2024 w Chapel Hill) – albański agronom i sportowiec.

## Życiorys
W młodości trenował siatkówkę i koszykówkę, był kapitanem drużyny KS Lushnja, która wówczas po raz pierwszy awansowała do najwyższej ligi koszykarskiej w Albanii. W 1956 roku Shundi ukończył studia na Uniwersytecie Rolniczym w Tiranie, a w 1989 roku obronił doktorat na Państwowym Uniwersytecie Tirany. Pracował w Instytucie Badań Rolniczych w Lushnji, następnie pełnił funkcję dziekana Wydziału Rolnictwa Uniwersytetu Rolniczego w Tiranie oraz był sekretarzem naukowym Albańskiej Akademii Nauk.
W 1998 roku wyemigrował do Stanów Zjednoczonych, zmarł 30 kwietnia 2024 roku w Chapel Hill, przyczyną śmierci był nowotwór trzustki.

## Prace naukowe[2]
- Bujqësia dhe veprimi agronomik në troje shqiptare
- Fjalor enciklopedik për vreshtarinë dhe vertarinë
- Fjalor shtjelljues për vreshtarinë dhe verëtarinë
- Jetë agronomike
- Prodhimi foragjer në zonën e ftohtë
- Prodhimi shtëpiak i rrushit dhe i verës
- Vreshta dhe kantina shqiptare
- Vreshtaria dhe verëtaria shqiptare
- Vreshtaria praktike
- Wisdom from vine and wine

## Tytuły
- Tytuł Wielkiego Mistrza[1][3]

## Życie prywatne
Syn Harallamba i Parashqevi, miał dwie siostry: Marinę i Gjenovefę. Był żonaty z Vangjelicą Shundi z domu Noti, z którą doczekał się czworo dzieci.